# 시간여행자 (드라마)
《시간여행자》(時間旅行者, 영어: Travelers)는 2016년부터 방영된 캐나다의 SF 드라마이다. 캐나다 쇼케이스 채널과 넷플릭스에서 2016년부터 방영중이며, 브래드 라이트가 제작을 총괄했다. 에릭 매코맥, 매켄지 포터, 네스타 쿠퍼, 재러드 에이브러햄슨, 라일리 돌먼, 패트릭 길모어가 출연한다.
첫 번째 시즌은 12회로 구성되어 2016년 10월부터 쇼케이스 채널에서 방영되었다.

## 출연진

### 주연
- 에릭 매코맥 - 그랜트 매클래런
- 매켄지 포터 - 마시 워턴
- 네스타 쿠퍼 - 칼리 섀넌
- 재러드 에이브러햄슨 - 트레버 홀든
- 라일리 돌먼 - 필립 피어슨
- 패트릭 길모어 - 데이비드 메일러

### 조연
- 이언 트레이시 - 레이
- 아널드 피넉 - 월트 포브스
- J. 앨릭스 빈슨 - 제프 코니커
- 테릴 로서리 - 퍼트리샤 홀든
- 데이비드 루이스 - 글리슨 대령
- 키라 저고스키 - 닥터 덜레이니
- 리아 케언스 - 캐스린 "캣" 매클래런
- 크리스틴 코프스키 - 보이드 경관
- 자코모 바에사토 - 윌슨 사병
- 제니퍼 스펜스 - 그레이스 데이
- 톰 맥비스 - 엘리스
- 아일린 페디 - 엄마
- 야스민 볼 - 샬럿
- 더글러스 채프먼 - 루카
- 글리니스 데이비스 - 재클린
- 멜러니 퍼팰리아 - 베스
- 케린 코너벌 - 블룸
- 루이스 페레이라 - 릭 홀 병장
- 제이슨 그레이스탠퍼드 - 에런 도너